# Einblütige Glockenblume
Die Einblütige Glockenblume (Campanula uniflora L., Syn.: Melanocalyx uniflora (L.) Morin) ist eine Pflanzenart aus der Gattung der Glockenblumen (Campanula) in der Familie der Glockenblumengewächse (Campanulaceae).

## Beschreibung

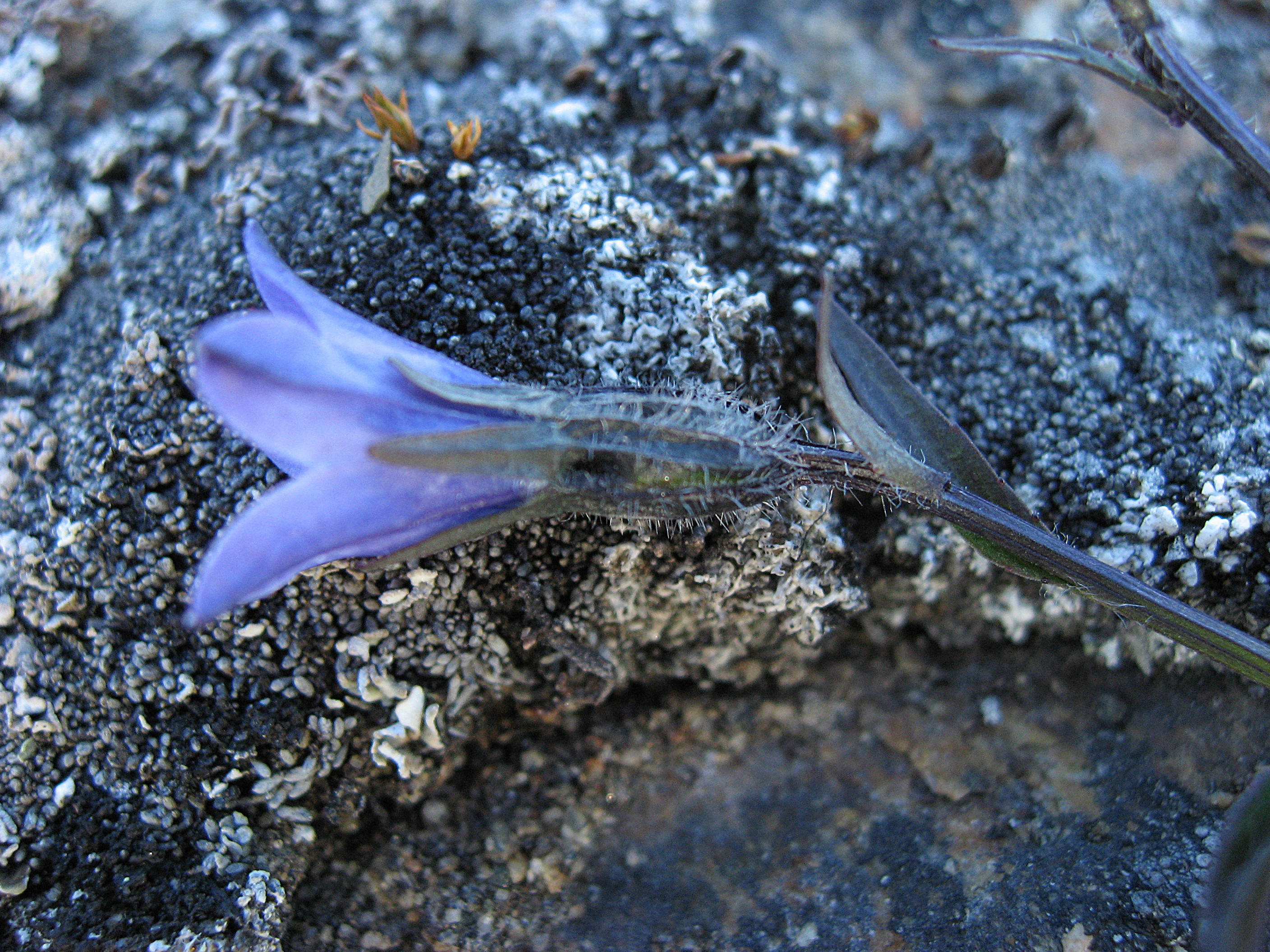
Blüte

Die Einblütige Glockenblume ist eine ausdauernde Pflanze, deren unverzweigte Stängel 10 bis 15 cm hoch werden, unbehaart sind und aufrecht stehen. Die Laubblätter sind unbehaart, ganzrandig oder gekerbt. Die basalen Laubblätter sind etwa 2 cm lang, umgekehrt lanzettlich, stumpf und sehr kurz gestielt. Die mittleren Stängelblätter sind lanzettlich, die oberen linealisch-lanzettlich.
An jedem Stängel bildet sich eine einzelne Blüte, die nickend angeordnet ist. Die Kelchzähne sind aufrecht, spitz und kaum behaart. Die Krone ist 7 bis 9 mm lang, trichterförmig und so lang wie die Kelchröhre. Der Fruchtknoten ist lang, keulenförmig und eher röhrenförmig. Am oberen Ende ist er dunkelblau oder fast schwarz.
Die Früchte sind etwa 15 mm lange Kapseln, die aufrecht an der Pflanze stehen, keulenförmig sind und zunächst dunkelblau, später schwärzlich gefärbt sind.
Die Chromosomenzahl beträgt 2n = 34.

## Vorkommen
Die Art ist im arktischen und subarktischen Europa verbreitet und erstreckt sich nach Süden in Norwegen bis zum 62. Breitengrad. Darüber hinaus kommt sie in Sibirien und Nordamerika (Alaska, Kanada, Rocky Mountains von Montana bis Utah) vor. Sie wächst auf steinigen Böden und ist kalkliebend. In Europa kommt sie in Norwegen, Schweden, Finnland, Russland, Island und in Spitzbergen vor.

## Taxonomie
Die Einblütige Glockenblume wurde 1753 von Carl von Linné in Species Plantarum Band 1 Seite 163 als Campanula uniflora erstbeschrieben. Die Art wurde 2020 von Nancy Ruth Morin in Phytoneuron 2020-49 Seite 33, f. 25–26 als Melanocalyx uniflora (L.) Morin in die Gattung Melanocalyx gestellt.